# Can Caralt (Sant Andreu de Llavaneres)
Can Caralt és una masia de Sant Andreu de Llavaneres (Maresme), catalogada com a bé cultural d'interès local.

## Història i descripció
A la segona meitat del segle xix, l'empresari Josep de Caralt i Argila va adquirir una masia propietat de la família Cassany i la va transformar en una casa senyorial, afegint-hi una loggia de dos pisos, remuntant-hi un pis i decorant la façana principal amb uns magnífics esgrafiats. Al portal principal d'arc escarser hi ha inscrita la data de 1774, i en un finestral la de 1912, quan degué ser reformada de nou.
Durant molts anys va ser el centre d'una gran explotació agropecuària i residència dels comtes de Caralt, títol concedit el 1916 a Josep de Caralt i Sala (1862-1944) per Alfons XIII. Actualment, és de propietat municipal i allotja l'Escola Municipal de Música i el Museu-Arxiu de Sant Andreu de Llavaneres.

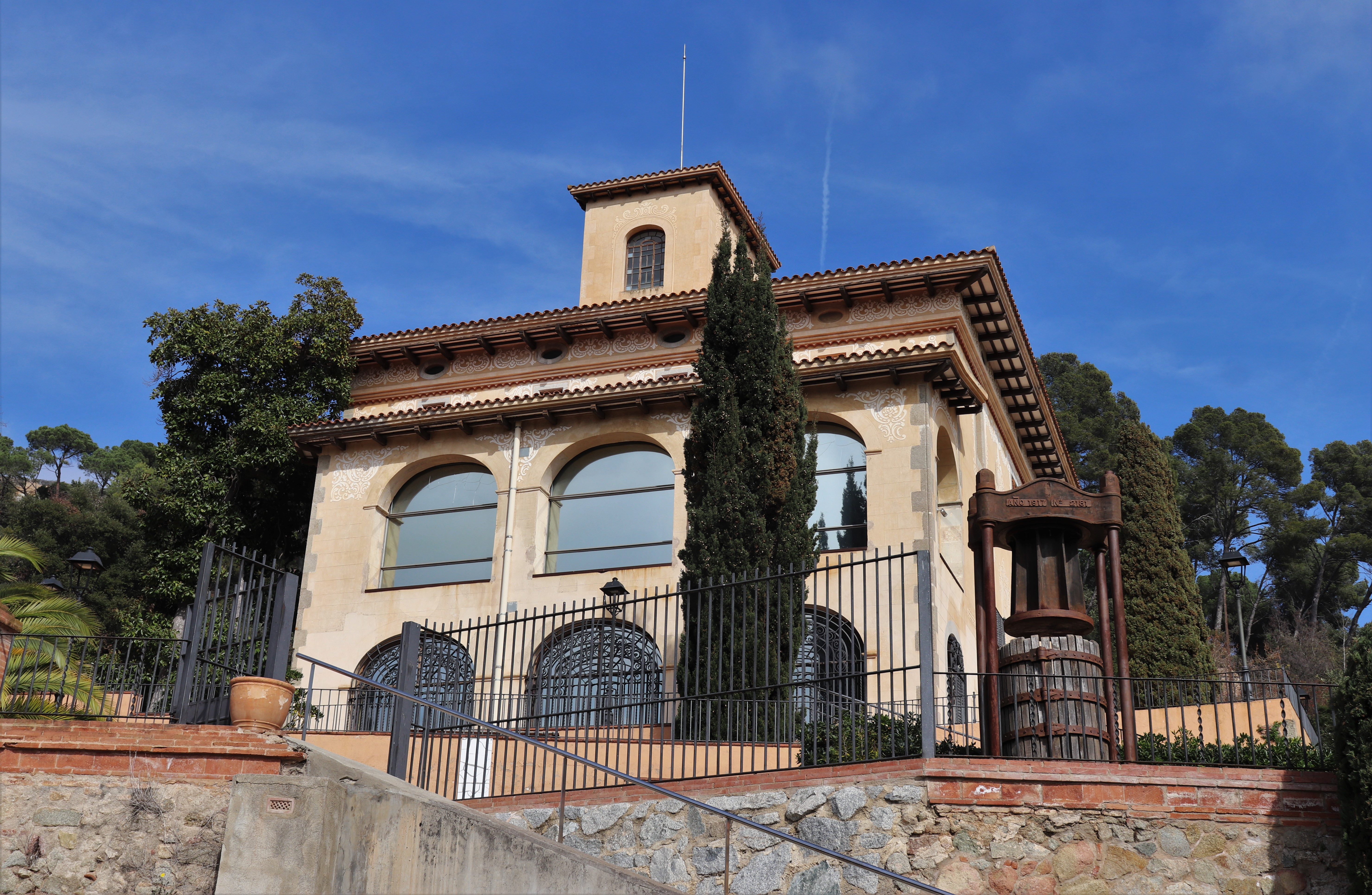
Loggia